# Manordeilo and Salem
Manordeilo and Salem (en anglais) ou Maenordeilo a Salem (en gallois) est une communauté du Carmarthenshire, au pays de Galles.
Comme son nom l'indique, elle comprend les villages de Manordeilo (en) et Salem (cy), ainsi que Capel Isaac (cy), Cwmifor (en), Halfway et Rhos-maen (cy).
Au recensement de 2011, elle comptait 1 754 habitants.